# HD 108147 b
HD 108147 b是一顆質量下限大約是木星一半質量的太陽系外行星。它環繞母恆星的軌道是極為接近的「烈焰軌道」（Torch orbit），兩者距離只有大約0.1天文單位。雖然有許多相當靠近母恆星的行星，但它們的軌道離心率大多很高。非常靠近母恆星的行星大多會因為兩者之間潮汐力的交互作用，使軌道相當接近圓形。

## 外部連結
- . Exoplanets.   [2012-10-10]. （原始内容存档于2009-11-25）.